# 611 Валерија
611 Валерија (611 Valeria) је астероид главног астероидног појаса са пречником од приближно 56,97 .
Афел астероида је на удаљености од 3,331 астрономских јединица (АЈ) од Сунца, а перихел на 2,626 АЈ.
Ексцентрицитет орбите износи 0,118, инклинација (нагиб) орбите у односу на раван еклиптике 13,440 степени, а орбитални период износи 1877,956 дана (5,141 година).
Апсолутна магнитуда астероида је 9,19 а геометријски албедо 0,114.
Астероид је откривен 24. септембра 1906. године.